# Ersel Çetinkaya
Ersel Çetinkaya (* 16. April 1990 in Istanbul) ist ein türkischer Fußballtorhüter.

## Karriere

### Verein
Çetinkaya kam im Istanbuler Stadtteil Ümraniye auf die Welt und begann 2001 in der Jugend von İstanbul Kastamonu GSK mit dem Vereinsfußball. Ein Jahr später wechselte er in die Jugend vom türkischen Traditionsverein Galatasaray Istanbul. Nachdem er ab 2004 regelmäßig für die türkischen Jugendnationalmannschaften nominiert wurde, erhielt er von seinem Verein 2006 einen Profivertrag, spielte aber weiterhin für die Jugendmannschaft. Im Frühjahr 2009 wurde er an den Erstligisten Gaziantepspor ausgeliehen und spielte auch hier nur für die U-19-Mannschaft. Im Sommer 2009 wurde er dann an den Viertligisten Orhangazispor ausgeliehen und saß dort eine Spielzeit ausschließlich auf der Ersatzbank. 
Zum Sommer 2010 wechselte er zum Drittligisten Eyüpspor und kam hier in einer Spielzeit zu einem Ligaeinsatz. 
Nach einem weiteren Jahr wechselte er erneut seinen Verein. Diesmal zum Viertligisten Kahramanmaraşspor. Bei diesem Verein kam er in der ersten Saison zu drei Ligaeinsätzen. Zum Ende der Viertligaspielzeit 2011/12, gelang es ihm mit seinem Team als Playoffsieger in die TFF 2. Lig aufzusteigen. In der 2. Lig beendete man die Saison als Meister und stieg das zweite Mal in Folge auf. Dieses Mal in die zweithöchste türkische Spielklasse, in die TFF 1. Lig.
Im Frühjahr 2014 wechselte er zum Drittligisten Altay Izmir. Diesen Klub verließ er bereits nach einer halben Saison und wechselte eine Liga höher zu Şanlıurfaspor. Auch diesen Verein verließ er nach einer halben Spielzeit.

### Nationalmannschaft
Çetinkaya durchlief von der U-15 bis zur U-20 alle Jugendnationalmannschaften der Türkei.

## Erfolge
Mit Kahramanmaraşspor
- Meister der TFF 2. Lig und Aufstieg in die TFF 1. Lig:  2012/13
- Play-off-Sieger der TFF 3. Lig und Aufstieg in die TFF 2. Lig: 2011/12

Mit İstanbulspor
- Meister der TFF 2. Lig und Aufstieg in die TFF 1. Lig: 2016/17